# Hommert
Hommert é uma comuna francesa na região administrativa de Grande Leste, no departamento de Mosela. Estende-se por uma área de 3,49 km². Em 2010 a comuna tinha 339 habitantes (densidade: 97,1 hab./km²).